# BAGTAG
Das BAGTAG System ist eine elektronische Variante von Gepäckanhängern aus Papier. Aus einer Smartphone App einer dies unterstützenden Fluggesellschaft wird der Gepäckanhänger per Bluetooth auf das in den Koffer integrierte E-Ink-Display übertragen. Für die Nutzung ist nur entscheidend, dass die erste Fluggesellschaft, bei der das Einchecken am Flughafen erfolgt, das System unterstützt.

## Technik
Das System basiert auf einem am Koffer nachträglich angebrachten Displaydatenmodul mit E-Ink-Display, welches in 2 Varianten erhältlich ist. Es ist nach IP65 gegen Staub und Wasser geschützt. Die Verbindung zum Smartphone erfolgt mittels Bluetooth. Hierzu muss der "Bagtag" zunächst mit dem Smartphone gekoppelt werden. Hierzu ist am Modul ein Pairing-Knopf angebracht. Nachdem das Modul mit dem Smartphone gekoppelt ist, können Gepäckanhänger über die App der jeweiligen Fluggesellschaft auf dieses übertragen werden. Da E-Ink-Displays nur bei Veränderungen am Displayinhalt Strom benötigen, können ca. 2500 Übertragungen mit einer 3 V Knopfzelle erfolgen. Werden die Batterien nach Übertragung des Gepäckanhängers auf das Display entfernt oder verlieren sie (z. B. altershalber) die Spannung, bleibt der Displayinhalt dennoch bestehen.

## Partnerfluggesellschaften
- Aegean Air
- Air Dolomiti[2]
- Alaska Airlines
- Austrian
- Brussels Airlines
- China Southern
- Discover Airlines
- Horizon Air
- Icelandair
- KLM
- Lufthansa
- Qatar Airways
- Swiss

## Apps
Die BAGTAG App ist für iOS ab 8.4.1 und Android ab 4.4 erhältlich.

## Alternativen
Alternative Systeme für elektronische Gepäckanhänger sind das Rimowa Electronic Tag System und das in Entwicklung befindliche IATA Electronic Bag Tag System.